# هانس آكر
هانس آكر (بالألمانية: Hans Acker) هو فنان زجاج ملون ألماني، ولد في 1413، وتوفي في 1461 في أولم في ألمانيا.